# Red Special
Red Special (também Fireplace ou Old Lady) é a guitarra usada pelo guitarrista da banda Queen, Brian May, fabricada por ele mesmo.

## História

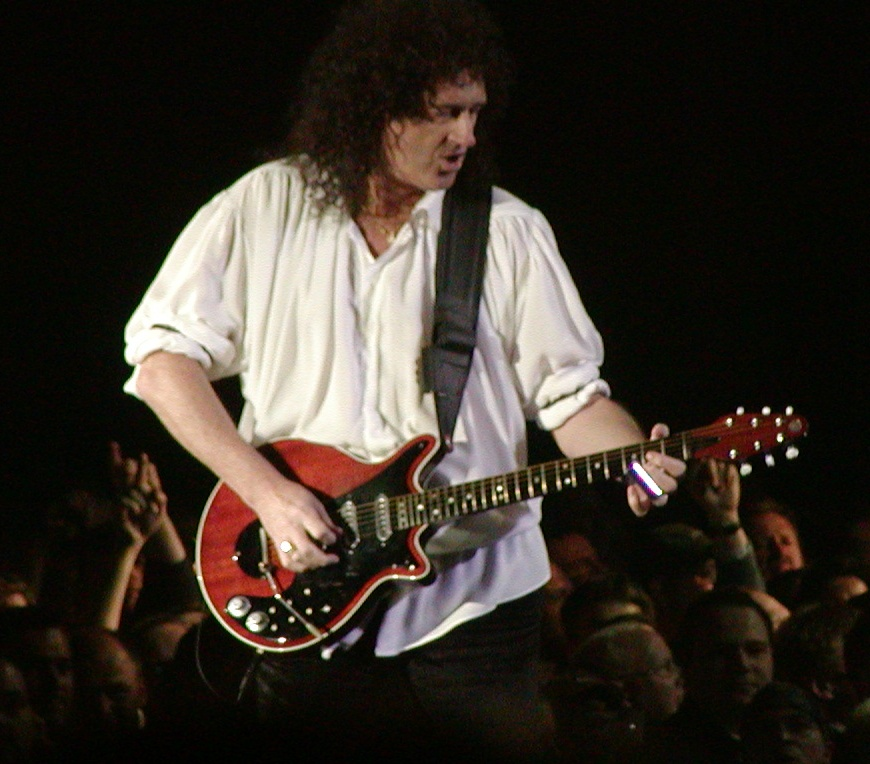
Brian May com sua Red Special em 2005.

Brian May fabricou-a ele mesmo, entre 1966 e 1967, com a ajuda do seu pai, já que não tinha dinheiro para comprar uma guitarra de grandes marcas como a Fender ou Gibson, por exemplo. A "Old Lady" foi construída artesanalmente pelo próprio Brian, então com 16 anos, que contou apenas com algum material reciclado, além da valiosa ajuda de seu pai, um gênio da eletrônica.
O nome que deram a guitarra foi Red Special por causa do design do corpo que foi idealizado pelo próprio Brian May. Ele achava que os modelos da época (início dos anos 60) tinham uma certa falta de propósito em seus formatos. Brian partiu de um desenho que tinha como objetivo a acústica perfeita acima de tudo. As características da Red Special são bem peculiares. Trata-se uma guitarra de corpo semi-sólido, com braço aparafusado, derrubando o mito de que um instrumento com esse tipo de fixação de braço não proporciona tanto "sustain" quanto os colados ou inteiriços. O braço é fixado com apenas um parafuso grande e dois pequenos parafusos internos, sob o escudo. Para construir o braço, foi utilizada madeira (mogno) de uma antiga lareira. A escala de 24 trastes, algo inovador na época foi confeccionada de carvalho de uma mesa. Essa mesma madeira foi usada na parte central do corpo. O carvalho é uma madeira dura e clara.
Brian pintou a escala de preto para parecer ébano. O braço é muito grosso e foi baseado num braço de violão. Este talvez seja um dos segredos do "sustain" do instrumento. Outro detalhe interessante do braço é o sistema de traste zero e a pestana, que serve somente para espaçar as cordas. Tal sistema foi utilizado para fazer as cordas soltas soarem idênticas às digitadas. Com isso, ele pôde dividir o atrito vertical e lateral em duas peças específicas para cada função. As cordas saem praticamente retas em direção às tarraxas e com ângulo mínimo. Na construção do corpo, que é oco nas laterais, além do bloco central de carvalho, foi utilizado compensado revestido de mogno no tampo e na parte de trás. A ponte foi feita à mão com componentes de motocicleta(molas da alavanca) e até mesmo uma agulha de tricô serviu de matéria-prima(ponta da haste da alavanca). O rastilho é do tipo roller. O escudo é feito de um material preto chamado Perspex, semelhante a baquelite ou acrílico. Os botões foram feitos em um torno mecânico que havia na escola de Brian.

A Red Special detalhada.

O próprio guitarrista fez os primeiros captadores, mas foram logo substituídos por 3 single-coils Burns, que, na época, eram os únicos disponíveis separadamente no mercado. Um detalhe essencial é que eles são ligados em série. Há uma chave liga/desliga e outra que inverte a fase para cada captador, num total de 6 chaves, com volume e tonalidade master. O timbre mais utilizado por ele é o de duas bobinas com fases invertidas que proporciona efeito de humbucking. Ao utilizar os três pick-ups simultaneamente, perde-se tal efeito. Por isso, dificilmente ele utiliza essa configuração. Recentemente, a Red Special, sofreu uma extensa reforma, realizada pelo luthier australiano Greg Fryer. Ele utilizou os mesmos materiais originais da Red Special. Fryer construiu três exemplares idênticos para Brian, que os batizou de John, Paul e George (em referência aos Beatles). É possível que Greg Fryer lance no mercado alguns "clones" da Red Special.

## Fabricação
Segundo a mãe, dona Ruth, Brian sempre criava algo com o pai — maquetes, jogos e outras coisas. Isso foi determinante para a criação da Red. Aos 6 anos, Brian começou a tocar ukelele e, em seguida, ganhou uma guitarra acústica, mas o som dela não agradava.
Por volta de 1958, viu os amigos comprando guitarras elétricas das marcas Gibson e Fender, mas por questões financeiras ele não podia comprar. Determinados, Brian e seu pai, Harold, encontraram a solução perfeita: construir eles mesmos uma guitarra, seguindo as orientações de Brian, que sabia muito o que queria.

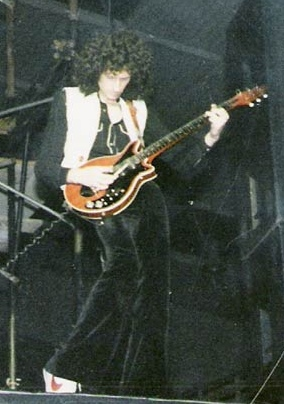
Brian May e sua Red Special em Hannover, Alemanha Ocidental, em um show do Queen em 1979.

Em 1963, iniciou a 'gestação' da Red em um pequeno dormitório da casa que virou oficina. O primeiro problema foi achar a madeira potente, a madeira certa. Encontraram uma chaminé feita de mogno que um amigo de Brian lhe deu e ele foi esculpindo-a com um estilete até encontrar a forma certa. O corpo foi feito com duas camadas de compensado sarrafeado de 18mm com dois núcleos em carvalho de uma mesa, uma característica da Red special são suas cavidades internas, feitas para se obter feedback de uma forma controlada, Brian decidiu fazer essas cavidades, pois quando começou a aprender guitarra, percebeu que as guitarras hollow-body possuem mais feedback que as guitarras comuns de corpo sólido. O tremolo foi feito a mão por ele, usando uma faca de cozinha, molas da suspensão de uma velha moto, dois parafusos, um pedaço de aço que foi trabalhado para servir como base do tremolo e para a alavanca foi utilizado uma agulha de crochê da mãe de Brian. A ponte também foi feita a mão pelo próprio Brian, ela possui pequenos rolamentos para que as cordas, com a ação da alavanca, não sofram quase nenhuma fricção. Depois, percebeu que as coisas estavam dando errado. Um dia, nervoso, jogou tudo pela janela. Mas reiniciou a construção.
Ele e o pai decidiram criar as ferramentas para poder ter um trabalho mais detalhado, único. Buscou na caixa de botões da mãe, o que seriam as marcações. Terminada a tal criação, ainda faltavam os captadores, o tremolo e outras coisas. Os primeiros captadores foram feitos pelo próprio Brian, mas ele acabou comprando um conjunto de Burns Tri-Sonic que ele modificou, invertendo a bobina e o ímã do captador central e os captadores da ponte e do braço foram parafinados, outro aspecto curioso e particular da Red special é o seu chaveamento, que possui 6 chaves do tipo on-on, 3 delas para ligar cada captador separadamente em série e outros 3 para inverter a polaridade os captadores, possibilitando 21 opções de ligação.
Brian levou a obra prima para a escola e mostrou-a para um amigo, que de tão impressionado, quis trocar a guitarra dele de marca famosa pela "Old Lady". Ele não trocou. A Red Special foi polida e envernizada com uma cor avermelhada. Mas ainda não estava do jeito que ele queria. O som não era puro, não era o que ele imaginava. Um dia, por acaso, ele havia esquecido a palheta, e pegou uma moeda de 6 pences e o som saiu do jeito que ele sonhou: puro, limpo. Assim nascia esta guitarra tão cobiçada e única, que jamais haverá outra com tal sonoridade. O custo total dela não chegou a oito libras.